# Masoud Hashemzadeh
Masoud Hashemzadeh (persisch مسعود هاشم‌زاده, DMG Masʿūd Hāšim-zāde; * 21. September 1981 in Mianeh, Ost-Aserbaidschan) ist ein iranischer Ringer und Teilnehmer bei den Olympischen Sommerspielen 2008 in Peking.
Hashemzadeh nahm auch an den Olympischen Sommerspielen 2004 in Athen teil, wo er bereits in der Vorrunde ausschied.
Seine größten Erfolge sind drei Goldmedaillen, die er bei den Junioren-Weltmeisterschaften 2001 in Taschkent, den Junioren-Asienmeisterschaften 2000 in Neu-Delhi und den Asienmeisterschaften 2008 in Jeju-do gewann.